# 指标的上升和下降
在数学与数学物理中，给定流形 M 上一个张量，若在 M 已有一个非退化形式（比如黎曼度量或闵可夫斯基度量），我们可将指标上升或下降：将一个 {\displaystyle (k,l)} 张量变成一个 {\displaystyle (k+1,l-1)} 张量（上升）或一个 {\displaystyle (k-1,l+1)} 张量（下降）。 这里记号 {\displaystyle (k,l)} 用于表示张量的秩 {\displaystyle k+l}，有 {\displaystyle k} 个上指标和 {\displaystyle l} 个下指标。
可以这样做：将张量乘以共变或反变度量张量，然后做缩并。下文在对重复指标 {\displaystyle j} 求和时使用爱因斯坦记号。
乘以反变度量张量（然后缩并）上升指标：
{\displaystyle g^{ij}A_{j}=A^{i},}
而乘以共变度量张量（然后缩并）下降指标：
{\displaystyle g_{ij}A^{j}=A_{i},}
对同一个指标先上升然后下降（或顺序相反）得到原来的张量，这反应了共变度量张量与反变度量张量互逆：
{\displaystyle g^{ij}g_{ji}=g_{ij}g^{ji}=g_{i}^{i}=Trg=N.}
这里 N 是流形的维数。注意下降一个指标不要求形式非奇异，但相反的过程需要非奇异条件。

## 广义相对论中的例子
闵可夫斯基空间具有度量张量
{\displaystyle g_{\mu \nu }={\begin{pmatrix}1&0&0&0\\0&-1&0&0\\0&0&-1&0\\0&0&0&-1\end{pmatrix}}}
共变电磁张量由下式给出
{\displaystyle F^{\mu \nu }={\begin{bmatrix}0&-E_{x}/c&-E_{y}/c&-E_{z}/c\\E_{x}/c&0&-B_{z}&B_{y}\\E_{y}/c&B_{z}&0&-B_{x}\\E_{z}/c&-B_{y}&B_{x}&0\end{bmatrix}}}
注意：一些教材，比如 Griffiths，可能有一个因子 -1。这是因为他们使用了度量张量与此处差一个符号，参见度量符号。老教材比如 Jackson 2ed 没有因子 c；他们使用高斯单位，这里使用国际单位制。
为了得到共变张量 {\displaystyle F_{\mu \nu }\,}，我们用
{\displaystyle F_{\mu \nu }=g_{\mu \kappa }g_{\nu \lambda }F^{\kappa \lambda }\,}
注意因为 {\displaystyle g_{\mu \nu }\,} 是对角的，上式中许多项其实没有：
{\displaystyle F_{\mu \nu }=g_{\mu \mu }g_{\nu \nu }F^{\mu \nu }\,}
对指标 1、2、3 使用拉丁字母：
{\displaystyle F_{ij}=g_{ii}g_{jj}F^{ij}=F^{ij}\,}
因为度量张量中的因子都是 -1。
{\displaystyle F_{ii}=(g_{ii})^{2}F^{ii}=F^{ii}\,}
{\displaystyle F_{0i}=g_{00}g_{ii}F^{0i}=-F^{0i}\,}
类似
{\displaystyle F_{i0}=-F^{i0}\,}
将它们放在一起，我们得到：
{\displaystyle F_{\mu \nu }={\begin{bmatrix}0&E_{x}/c&E_{y}/c&E_{z}/c\\-E_{x}/c&0&-B_{z}&B_{y}\\-E_{y}/c&B_{z}&0&-B_{x}\\-E_{z}/c&-B_{y}&B_{x}&0\end{bmatrix}}}